# Turkiestański Okręg Wojskowy (Imperium Rosyjskie)
Turkiestański Okręg Wojskowy (ros. Tуркестанский военный округ) – jeden z okręgów wojskowych Imperium Rosyjskiego, istniejący od lipca 1867; od 1899 obejmował obwód zakaspijski .
Dowódca wojsk okręgu zajmował jednocześnie stanowisko turkiestańskiego generał-gubernatora i atamana nakaźnego Kozackiego Wojska Siedmiorzecza. 26 grudnia 1897 obwody zakaspijski i siemirieczeński przeszły spod jurysdykcji Ministerstwa Wojny i Ministerstwa Spraw Wewnętrznych do Turkiestańskiego Okręgu Wojskowego i zostały podporządkowane generał-gubernatorowi Turkiestanu.
Pierwszym dowódcą, w l. 1867–1882, był Konstantin von Kaufman, a kolejnymi m.in. Aleksandr Wriewskij (1889–1882), Aleksandr Samsonow  (1909–1914) i Aleksiej Kuropatkin (1916–1917).